# Syscenus peruanus
Syscenus peruanus là một loài chân đều trong họ Aegidae. Loài này được Menzies & George miêu tả khoa học năm 1972.